# Obstruktion (Medizin)
Obstruktion (lateinisch obstructio, Verschließung) bezeichnet in der Medizin den vollständigen Verschluss eines Hohlorgans durch Verlegung, Verstopfung oder Kompression (Einengung von außen).

## Beispiele
- Obstructio canaliculi lacrimalis, siehe Tränenwege#Verstopfung und Einengung
- Obstructio herniae, siehe Hernie#Komplikationen
- Obstruktionsatelektase, siehe Atelektase#Formen
- Obstruktionsemphysem, siehe Lungenemphysem
- Obstruktionshydrocephalus
- Obstruktionsikterus, siehe Ikterus#Cholestatischer Ikterus
- Obstruktionsileus, siehe Darmverschluss#Obstruktion
- Obstruktives Schlafapnoe-Syndrom (OSAS)
- Chronisch obstruktive Lungenerkrankung
- Hypertrophe obstruktive Kardiomyopathie
- Harnwegsobstruktion